# Stan Pearson
Stanley Clare „Stan” Pearson (ur. 11 stycznia 1919, zm. 20 lutego 1997) – angielski piłkarz, który występował na pozycji napastnika.

## Kariera klubowa
Karierę piłkarską rozpoczął w Manchesterze United, z którym w maju 1937 podpisał zawodowy kontrakt. Debiut w barwach Czerwonych Diabłów zanotował 13 listopada 1937 w meczu przeciwko Chesterfield. Tydzień później w spotkaniu z Aston Villą zdobył pierwszą bramkę dla United. Podczas II wojny światowej występował gościnnie w Newcastle United, Brighton & Hove Albion i Queens Park Rangers.
11 września 1946 w meczu z Liverpoolem na Maine Road (w latach 1941–1949 Manchester United w roli gospodarza rozgrywał swoje mecze na stadionie Manchesteru City, ze względu na zniszczenia po zbombardowaniu stadionu Old Trafford) zanotował hat-tricka; kolejnym piłkarzem United, który dokonał tego w meczu przeciwko The Reds był Dimityr Berbatow we wrześniu 2010. 24 kwietnia 1948 w finale Pucharu Anglii, w którym United pokonało Blackpool 4:2, zdobył jedną z bramek, a w mistrzowskim sezonie 1951/1952 zdobył ich 22 w 41 występach. Łącznie, biorąc pod uwagę mecze ligowe i pucharowe, wystąpił w United w 343 meczach i zdobył 148 bramek.
W lutym 1954 przeszedł do Bury za 4500 funtów, w którym zanotował 122 występy i strzelił 56 goli. W 1957 został grającym menadżerem Chester City, a w latach 1959–1961 menadżerem tego klubu.

## Kariera reprezentacyjna
Pearson w kadrze narodowej zadebiutował 10 kwietnia 1948 w meczu przeciwko Szkocji. W sumie w barwach narodowych wystąpił 8 razy i zdobył 5 bramek.
| #  | Data                | Miejsce         | Mecz                | Wynik | Bramki | Rozgrywki                 |
| -- | ------------------- | --------------- | ------------------- | ----- | ------ | ------------------------- |
| 1. | 10 kwietnia 1948    | Hampden Park    | Szkocja – Anglia    | 0:2   |        | British Home Championship |
| 2. | 9 października 1948 | Windsor Park    | Irlandia – Anglia   | 2:6   |        | British Home Championship |
| 3. | 9 kwietnia 1949     | Wembley Stadium | Anglia – Szkocja    | 1:3   |        | British Home Championship |
| 4. | 16 listopada 1949   | Maine Road      | Anglia – Irlandia   | 9:2   |        | Eliminacje MŚ 1950        |
| 5. | 30 listopada 1949   | White Hart Lane | Anglia – Włochy     | 2:0   |        | mecz towarzyski           |
| 6. | 19 maja 1951        | Goodison Park   | Anglia – Portugalia | 5:2   |        | mecz towarzyski           |
| 7. | 5 kwietnia 1952     | Hampden Park    | Szkocja – Anglia    | 1:2   |        | British Home Championship |
| 8. | 18 maja 1952        | Stadio Comunale | Włochy – Anglia     | 1:1   |        | mecz towarzyski           |

## Sukcesy
Manchester United
- Mistrzostwo Anglii (1): 1951/1952
- Puchar Anglii (1): 1947/1948